# Trentepohlia inflata
Trentepohlia inflata är en tvåvingeart som beskrevs av Alexander 1920. Trentepohlia inflata ingår i släktet Trentepohlia och familjen småharkrankar.
Artens utbredningsområde är Nigeria. Inga underarter finns listade i Catalogue of Life.